# Joey de Bie
Joey de Bie (Houten, 14 mei 2004) is een Nederlands voetballer die bij voorkeur als aanvaller speelt. Hij staat tot medio 2026 onder contract bij FC Dordrecht.

## Clubcarrière
De Bie kwam in zijn jeugdjaren uit voor SC 't Gooi, FC Utrecht en USV Hercules, voordat hij door FC Dordrecht werd opgepikt. Voor de Schapekoppen maakte hij op 3 februari 2023 zijn debuut in het betaald voetbal. In het seizoen 2024/25 werd hij verhuurd aan Feyenoord, waar hij uitkwam voor het Onder 21-elftal.

## Clubstatistieken

### Beloften
| Seizoen        | Club                 | Competitie         | Competitie | Competitie | Beker | Beker | Overig | Overig | Totaal | Totaal |
| Seizoen        | Club                 | Competitie         | Wed.       | Dlp.       | Wed.  | Dlp.  | Wed.   | Dlp.   | Wed.   | Dlp.   |
| -------------- | -------------------- | ------------------ | ---------- | ---------- | ----- | ----- | ------ | ------ | ------ | ------ |
| 2023/24        | FC Dordrecht –21     | Beloftencompetitie | 10         | 6          | –     | –     | 0      | 0      | 10     | 6      |
| 2024/25        | Feyenoord –21 (huur) | Beloftencompetitie | 26         | 17         | 3     | 1     | 0      | 0      | 29     | 18     |
| Carrièretotaal | Carrièretotaal       | Carrièretotaal     | 36         | 23         | 3     | 1     | 0      | 0      | 39     | 24     |

### Senioren
| Seizoen                       | Club           | Competitie     | Competitie | Competitie | Beker | Beker | Int. | Int. | Overig | Overig | Totaal | Totaal |
| Seizoen                       | Club           | Competitie     | Wed.       | Dlp.       | Wed.  | Dlp.  | Wed. | Dlp. | Wed.   | Dlp.   | Wed.   | Dlp.   |
| ----------------------------- | -------------- | -------------- | ---------- | ---------- | ----- | ----- | ---- | ---- | ------ | ------ | ------ | ------ |
| 2022/23                       | FC Dordrecht   | Eerste divisie | 4          | 0          | –     | –     | –    | –    | 0      | 0      | 4      | 0      |
| 2023/24                       | FC Dordrecht   | Eerste divisie | 10         | 1          | 1     | 0     | –    | –    | 0      | 0      | 11     | 1      |
| 2025/26                       | FC Dordrecht   | Eerste divisie | 0          | 0          | 0     | 0     | –    | –    | 0      | 0      | 0      | 0      |
| Clubtotaal                    | Clubtotaal     | Clubtotaal     | 14         | 1          | 1     | 0     | 0    | 0    | 0      | 0      | 15     | 1      |
| Carrièretotaal                | Carrièretotaal | Carrièretotaal | 14         | 1          | 1     | 0     | 0    | 0    | 0      | 0      | 15     | 1      |
| Bijgewerkt op 8 augustus 2025 |                |                |            |            |       |       |      |      |        |        |        |        |

2 Codutti ·
2 Van de Giessen ·
3 Valk ·
4 Drakpe ·
5 Hilton ·
6 Van Vianen ·
11 Pynadath ·
12 Tabiri ·
13 Baltussen ·
14 Olde Keizer ·
15 M'Bemba ·
18 Scholte ·
20 Van der Sluijs ·
21 Sunderland ·
22 Amuzu ·
22 Verdonk ·
23 Afaker ·
24 Igor ·
25 Vugts ·
25 Monkou ·
25 Huitzing ·
26 Van Ramshorst ·
26 Van Gogh ·
31 Razumejevs ·
63 Biai ·
De Bie ·
Fonville ·
Van Aken ·
Coach: Boel
· Assistent-coach: Adjei
· Assistent-coach: Vierklau
· Keeperstrainer: Hoegee